# Céline Maltère
Pour les articles homonymes, voir Maltère.
 (juillet 2022).
La mise en forme du texte ne suit pas les recommandations de Wikipédia : il faut le « wikifier ».
Les points d'amélioration suivants sont les cas les plus fréquents. Le détail des points à revoir est peut-être précisé sur la page de discussion.
- Les titres sont pré-formatés par le logiciel. Ils ne sont ni en capitales, ni en gras.
- Le texte ne doit pas être écrit en capitales (les noms de famille non plus), ni en gras, ni en italique, ni en « petit »…
- Le gras n'est utilisé que pour surligner le titre de l'article dans l'introduction, une seule fois.
- L'italique est rarement utilisé : mots en langue étrangère, titres d'œuvres, noms de bateaux, etc.
- Les citations ne sont pas en italique mais en corps de texte normal. Elles sont entourées par des guillemets français : « et ».
- Les listes à puces sont à éviter, des paragraphes rédigés étant largement préférés. Les tableaux sont à réserver à la présentation de données structurées (résultats, etc.).
- Les appels de note de bas de page (petits chiffres en exposant, introduits par l'outil «  Source ») sont à placer entre la fin de phrase et le point final[comme ça].
- Les liens internes (vers d'autres articles de Wikipédia) sont à choisir avec parcimonie. Créez des liens vers des articles approfondissant le sujet. Les termes génériques sans rapport avec le sujet sont à éviter, ainsi que les répétitions de liens vers un même terme.
- Les liens externes sont à placer uniquement dans une section « Liens externes », à la fin de l'article. Ces liens sont à choisir avec parcimonie suivant les règles définies. Si un lien sert de source à l'article, son insertion dans le texte est à faire par les notes de bas de page.
- La présentation des références doit suivre les conventions bibliographiques. Il est recommandé d'utiliser les modèles {{Ouvrage}}, {{Chapitre}}, {{Article}}, {{Lien web}} et/ou {{Bibliographie}}. Le mode d'édition visuel peut mettre en forme automatiquement les références.
- Insérer une infobox (cadre d'informations à droite) n'est pas obligatoire pour parachever la mise en page.

Pour une aide détaillée, merci de consulter Aide:Wikification.
Si vous pensez que ces points ont été résolus, vous pouvez retirer ce bandeau et améliorer la mise en forme d'un autre article.
Céline Maltère est une écrivaine française, auteure de romans, nouvelles et poésies. Son premier texte publié, Les Cahiers du sergent Bertrand (Sous la Cape, 2015), est un hommage à Edgar Allan Poe et mélange plusieurs formes courtes (nouvelles, micronouvelles, poèmes). Son univers est souvent qualifié d'onirique.

## Biographie
Originaire de l'Allier, Céline Maltère est agrégée de lettres classiques et a suivi sa formation à l'université de Clermont-Ferrand.
Elle écrit depuis son jeune âge, commençant par créer de nombreux poèmes en vers et en prose. Ses premières nouvelles sont réunies dans le recueil Scènes d'esprit et autres nouvelles (qui sera publié en 2016 aux Deux Crânes) et son premier roman s'appelle Les Corps glorieux. C'est l'écrivain et éditeur Pierre Laurendeau qui la publie pour la première fois en 2015 chez Sous la Cape avec Les Cahiers du sergent Bertrand, un recueil de textes qui retrace la vie du célèbre sergent François Bertrand : « C'est une bio-fiction non linéaire, qui laisse le lecteur respirer ».
Ses premiers textes publiés l'ont été dans des revues belges, Microbe et Catarrhe, et dans les saisons 2 à 6 de la revue Les Deux Zeppelins, dirigée par Sylvain-René de la Verdière (ces micronouvelles seront réunies dans Canines & Flore). Depuis, elle a contribué à de nombreux fanzines/revues (Violences, Galaxies, Sous vide, Horrifique, L'Ampoule, Gonzine, etc.). Elle publie des articles pour Le Manoir des lettres et la revue Littératures & Cie (éditions Christine Bonneton). Auparavant, elle publiait dans Le Salon littéraire avec Stéphane Maltère, rubrique Les Anciens et les Modernes (articles sur Marlen Haushofer, Gabrielle Wittkop, etc.).
Elle travaille aussi à la relecture de manuscrits pour la maison d'édition Les Deux Crânes.
Elle collabore très régulièrement avec Jean-Paul Verstraeten, artiste belge qui a illustré plusieurs de ses couvertures (Les Nouvelles Charcutières, Canines & Flore, etc.) et textes. Ils composent ensemble des livres objets (à tirages limités) : « On travaille souvent ensemble, nos univers se rencontrent à chaque fois. J’aime ses dessins à l’ambiance XIXe, ce coté surréaliste, cabinets de curiosités ».

## Œuvres (thèmes et composition)

### Le Cycle de Gothet la trilogie chiroptère
Parmi les livres publiés de Céline Maltère, on trouve plusieurs cycles :
- Le Cycle de Goth, qui se compose de trois romans publiés à La Clef d'argent (entre 2016 et 2020) : Les Corps glorieux, Les Vaniteuses et La Science des folles.
- la trilogie chiroptère (dite aussi trilogie du cycle othilien), qui se compose de trois recueils hybrides (nouvelles et poésies) : Les Rhinolophes (2020), Vie de Mancus (2021) et Cœurs et Noctules (2022).

Le cycle de Goth a parfois été associé à de la fantasy, désigné aussi comme un "mélange habile entre roman de chevalerie et fantastique" , même si l'auteur dit: 
"J'avais l'impression de faire dans le réel et l'autobiographique... Ce qui fait que je suis classée dans ce genre, c'est que je suis incapable de rendre par l'écriture la réalité telle qu'elle est et, surtout, que je n'en vois pas l'intérêt. L'écriture, c'est fait pour donner une autre dimension de la réalité. Toute écriture devrait donc être fantastique! Sinon, à quoi bon?" .
La trilogie chiroptère a été illustrée par Jean-Paul Verstraeten. Elle décline le thème de la chauve-souris messagère . Elle est aussi une extension de l'univers du cycle de Goth, puisqu'on retrouve la reine Kationa qui vient à la rencontre de la reine Othilie dans Les Rhinolophes et Vie de Mancus.

### Des femmes, des lieux et des animaux
Dans ses romans, nouvelles et poèmes, Céline Maltère met souvent en scène et au premier plan des personnages féminins . Elle explore aussi les rapports entre l'homme et l'animal, se plaisant, par exemple, à inverser les rôles comme dans le "Tétraptyque de la femme gestante" (Les Nouvelles Charcutières, chez L'Ange du Bizarre, Ginkgo éditeur, 2017, texte publié aussi dans Banzaï horreur).
"Dans son univers, les femmes souhaitent s'affranchir des limites de la nature et du temps, les animaux ont des liens intimes avec les êtres humains", écrit Fabienne Leloup .
Elle puise aussi son inspiration dans les lieux qui l'entourent. Le Cabinet du Diable se passe dans La Maison Mantin (Moulins):
"La Maison Mantin est un lieu qu’il faut absolument visiter. Toutes les fois seront magiques. Je l’ai connue enfant, elle faisait partie du paysage moulinois sans que nous sachions vraiment ce qu’elle était. Je me suis servie de ce vide et de ce mystère pour faire surgir son merveilleux. Mon rapport avec elle est surtout que j’y reconnais mon lien avec les choses, les souvenirs et les objets. J’aime bien croire qu’ils gardent quelque chose de nous".
Liviyatan s'appuie sur un fait divers survenu durant l'hiver 1933 à Vichy, et une partie de l'action se passe dans la Villa du docteur Maire. Son roman La Tour des Dames (éditions Bonneton, 2022) se déroule dans les ruines du château de Randan.
La nouvelle "Genius" se passe au Château de la Consolation (comme deux autres de ses nouvelles, "ZérO, la fabrique des poupées" et "Le Château de la Consolation". Le lieu réinventé existe vraiment : Le Château du Méage.

### Réel et fantastique
Même si son univers est qualifié de fantastique, Céline Maltère affirme s'inspirer de ce qui lui arrive. Elle déclare, dans une interview publiée en 2017 dans Le Salon littéraire (L'Internaute):
"Le réel a besoin d’être lustré si l’on veut le vivre, lui survivre ou lui résister. Je consigne, comme je l’ai dit, les moments que je vis, mais je les transforme. Le réel est un support, une matière vulgaire que l’on doit travailler. J’ai besoin de le rehausser à travers l’écriture. C’est une sorte de sublimation, comme en amour. (...) Je me sers de tout ce que je vis. Je le morcelle, le réutilise. Un détail, un sentiment, une vision, une sensation, une anecdote. Ce matériau est ma nourriture. Mais je le modifie, le « charcute ». Le travail est alchimique" .
Les personnages qui peuplent son imaginaire sont "toutes sortes de gens, des amoureux, des fous et des sadiques; des comtesses lascives, des poètes malheureux et antiques, des hommes, des animaux, des monstres, des martyrs, des rabbins, des sœurs et des saintes, toute une faune littéraire souvent tapie dans les classiques. Ma bibliothèque comble un désir d’autarcie. Je veux avoir sous la main toute ma littérature, en cas de catastrophe ou de pénurie."
Elle s'intéresse à la défixion antique et à la magie, qu'elle intègre dans la création littéraire. Le 19 mars 2022, elle donne une conférence sur ce thème à la Bibliothèque Lafayette de Clermont-Ferrand avec Hélène Vial, professeur à l'université. Elle explique comment elle utilise le plomb pour la composition de certains poèmes (Tabelllae ante ver, février 2020).
Elle a écrit un poème pour le film d'Adeline Faye, Le Chant du cachalot (Why the Whale), 12'30, 2022 (Novanima et L'incroyable studio).
Le fanzine Horrifique lui consacre un numéro spécial en avril 2022.
Le roman La Tour des dames est publié le 13 octobre 2022 aux éditions Christine Bonneton. Sa couverture est le tableau Chant du soir d'Alphonse Osbert.
Son recueil Les Thanatocrates, sorti en avril 2023 à La Clef d'Argent, explore les thèmes de l'utopie et de la dystopie. Le récit éponyme raconte comment les Thanatocrates ont fondé une île en réaction à la déliquescence du monde, instaurant de nouvelles règles de vie qui visent à élever l'être humain. Une trentaine de nouvelles complètent ce récit de départ. Le recueil paraît en septembre 2023 chez Les Deux Crânes, en version courte et illustrée.
Son roman La Veuve de l'Ouest (2024) emprunte les codes du western et place une femme au cœur de d'une histoire fantastique.

### Une hybridation des genres
Dans son roman La Veuve de l'Ouest (2024), Céline Maltère explore le genre du western (le Weird West, l'Ouest étrange). La trilogie du Cycle de Goth emprunte les codes du roman de chevalerie (matière arthurienne) tandis que Les Rhinolophes (2020) ou La Tour des dames (2022) sont apparentés à des contes.
L'hybridation des genres est présente dans nombre de ses textes, comme La Grotte aux nouilles (2016) ou Les Nouvelles Charcutières (2018), qui mélangent poésie et nouvelles. À l'intérieur même de ses romans, Céline Maltère aime introduire de la poésie (voir l'épilogue de La Veuve de l'Ouest, par exemple.)

### Romans
- Le Cabinet du diable, La Clef d'argent, 2016[27].
- Les Corps glorieux, La Clef d'argent, 2016[28].
- Les Vaniteuses, La Clef d'argent, 2018[29].
- La Science des folles, La Clef d'argent, 2020[30].
- Liviyatan, La Clef d'argent, 2021[31].
- La Tour des dames, éditions Christine Bonneton, 2022[32],[33]
- La Veuve de l'Ouest, éditions Christine Bonneton, 2024.

### Recueils
- Les Cahiers du sergent Bertrand, Sous la Cape, 2015[34].
- La Grotte aux Nouilles, Sous la Cape, 2016[35].
- Scènes d'esprit et autres nouvelles, Les Deux Crânes, 2016[36].
- Vénus 13, Mi(ni)crobe, 2016.
- La Cité des brumes (adaptation en français d'un texte de SR de la Verdière), 2016-2019 - divers éditeurs dont Les Deux Crânes[37].
- Les Nouvelles Charcutières, Ginkgo éditeur, 2017.
- Canines et Flore, RroyzZ éditions, 2018.
- La Déception des Fantômes, La Clef d'Argent, 2018[38].
- Les Rhinolophes, Les Deux Crânes, 2020[39].
- Vie de Mancus, Les Deux Crânes, 2021[40].
- Les Thanatocrates, La Clef d'Argent, 2023[41].
- Les Thanatocrates, Les Deux Crânes, 2023.

### En anthologies
- La Tocante, Les Deux Zeppelins, 2016.
- Naissance des Deux Crânes, Les Deux Crânes, 2016.
- Les Pires de Sous la Cape, Sous la Cape, 2016.
- La Machi, Les Deux Zeppelins, 2016.
- Résonances, Jacques Flament, 2017.
- Naufrages & épaves, éditions des Embruns, 2017.
- Cerbères, molosses et autres caniches, Les Deux Crânes, 2018.
- Océans de demain, Éditions des Embruns, 2019.
- La Pouponnière, Les Deux Zeppelins, 2019.
- Étranges Floraisons, La Clef d'Argent, 2020[42].
- Sexe et sexualité dans le futur & ailleurs, Arkuiris, 2021.
- À l'assaut du ciel, La Clef d'Argent, 2021[43].
- Humanum in silico, Flatland éditeur, 2022[44].
- Le Désir au féminin, Ramsay, 2022.
- La Nécrogène et autres miniatures, Les Deux Zeppelins, 2022.
- Histoires de pêche(s), Éditions des Embruns, 2022.
- V., Flatland, 2022.
- La Pompe à rêves (1), Le Novelliste 6, Flatland, 2022.
- Gandahar 35, 2023, "Doppelgängers"
- Gandahar 36, 2023, "Châteaux hantés"
- La Porte sans fin de Francis Thievicz (participation), La Clef d'Argent, 2023.
- Animal ad hominem, Flatland éditeur, 2023.
- La Comédie des Phares, Éditions des Embruns, 2023
- Gandahar 37, 2023, "Humain, animal"
- Gandahar 38, 2023, "Le Bouquet"
- Cahier spécial Mademoiselle de la Ferté (Amis de Pierre Benoit), 2023.
- 13 chevauchées dans l'Ouest étrange, La Clef d'Argent, 2023.
- Humeurs portuaires, Éditions des Embruns, 2024.
- Anthologie des boîtes à livres, Club Samizdat, 2025.

### Livres objets / livres d'artistes
- Avril, avec Éric Demelis et Isabelle Porta, 3 livrets, 2016.
- Solitudines, avec Éric Demelis et Isabelle Porta, 4 livrets, 2017.
- Res amatoria, avec Jean-Paul Verstraeten, 10 coffrets, 2017.
- La Vallée de l'étrange, avec Jean-Paul Verstraeten, 12 exemplaires, 2018.
- La Science des folles, avec Jean-Paul Verstraeten, 22 exemplaires, 2019.
- Coffret Les Rhinolophes, avec Jean-Paul Verstraeten, 10 exemplaires, 2020.
- Coffret Vie de Mancus, avec Jean-Paul Verstraeten, 10 exemplaires, 2021.
- Cœurs et Noctules, avec Jean-Paul Verstraeten, 10 exemplaires, 2022.
- Les Contes de la Reine, avec Jean-Paul Verstraeten et Edlinka Saves, 8 exemplaires, 2022.
- La Mort et Sapphô, avec Audrey Faury - tome 1 "Sapphô armada", 100 exemplaires (Éditions incertaines), 2023.
- Les ventres de Cronos, avec Eric Demelis et Françoise Giraud Grossi, 3 livrets, 2024.

### Articles
Liste non exhaustive.
- "Wittkop et les amantes mortes", Le Salon littéraire, 2017.
- "Sous le ciel infini de Marlen Haushofer", Le Salon littéraire, 2017
- "Golem, la vérité ou la mort", Le Salon littéraire, 2017.
- "Margaret Atwood, Servantes de Gilead : Écarlate et glaçant !", Le Salon littéraire, 2017.
- "Terreurs anciennes : Maurice Level", Le Salon littéraire, 2017.
- "Hubert Nyssen, La femme du botaniste : Un nabot chez les succulentes", Le Salon littéraire, 2017.
- "Shalom Auslander, L’espoir, cette tragédie : Une Anne Frank au plafond", Le Salon littéraire, 2017.
- "Infemmes et sangsuelles ! de Frédéric Gaillard : Mythes littéraires et urbains", Le Salon littéraire, 2017.
- "Elizabeth Crane et la sci-fi-subjective : Histoire vraie de nos vies formidables", Le Salon littéraire, 2018.
- "La Jungle d’Upton Sinclair : Un cauchemar moderne", Le Salon littéraire, 2018.
- "Le Troisième Temple, Yishaï Sarid : Comme un avertissement", Le Salon littéraire, 2018.
- "Stefan Hertmans, Le cœur converti : Aimer une femme qu’on invente", Le Salon littéraire, 2018.
- "Serge Filippini, J’aimerai André Breton : L’essentiel est le vraisemblable", Le Salon littéraire, 2018.
- "Adeline Dieudonné : Rêver la vraie vie", Le Salon littéraire, 2019.
- "Ainsi philosophait Amélie Nothomb de Marianne Chaillan : Sous un autre angle", Le Salon littéraire, 2019.
- "Beat Sterchi, La Vache : Passer l'envie de steak", Le Salon littéraire, 2019.
- "Naomi Ragen et les filles de Jephté", Le Salon littéraire, 2019.
- "École des monstres ou les confessions d’une radine", Le Salon littéraire, 2019.
- "Le Bal des folles, Victoria Mas : nulle femme n’est libre", Le Salon littéraire, 2019.
- "Le Ghetto intérieur… conscience et silence", Le Salon littéraire, 2019.
- "Cadavre exquis, Augustina Bazterrica : L’animal que je suis ?", Le Salon littéraire, 2019.
- "Richard Millet, Le Sommeil des objets : Finitudes", Le Salon littéraire, 2019.
- "Nathaniel Hawthorne, L’Artiste du Beau : La quête de l’idéal", Le Salon littéraire, 2020.
- "Je peins le vrai et pourtant je rêve, La guerre est finie, Shmuel T. Meyer", Le Manoir des Lettres, 2021.
- "Je suis vivant !, Premier sang, Amélie Nothomb", Le Manoir des Lettres, 2021.
- "L'Anti-Toltèque, Mon Mari, Maud Ventura", Le Manoir des Lettres, 2021.
- "Viendra le temps du feu : Sapphô armada! Wendy Delorme & Abel Burger", Le Manoir des Lettres, 2021.
- "Un léger goût de Lautréamont (Christophe Lartas)", Le Manoir des Lettres, 2021.
- "À trop vouloir courir après les anges » (Nicolas Liau)", Le Manoir des Lettres, 2021.
- "Petite prose surréaliste : Le Roi de la sueur", Le Manoir des Lettres, 2021.
- "Je n'étais pas très portée sur les petits maris, Tampa Simoni", Le Manoir des Lettres, 2021.
- "J'ai un tel désir", Le Manoir des Lettres, 2021.
- "Le roi de la prose poétique et les femmes aux seins parlants (Le Diamant de l'Herbe)", Le Manoir des Lettres, 2022.
- « D’une lune à l’autre, garder l’œil sur la forêt » - Gabrielle Filteau-Chiba", Le Manoir des Lettres, 2022.
- "Le lombric reflète la pensée divine, Ton absence n'est que ténèbres, Jón Kalman Stefánsson", Le Manoir des Lettres, 2022.
- "Persuasion (Jane Austen) : le livre, le film?", Le Manoir des Lettres, 2022.
- "Feth fiada... le monde de Martine Hermant", Le Manoir des Lettres, 2022.
- "Quand je dors, je suis vivant." - Charybde & Scylla, Fernando Goncalvès-Félix", Le Manoir des Lettres, 2022.
- "Ce n'est pas parce que c'est dans la tête que ça n'existe pas... : Monstrueuse Féérie", Le Manoir des Lettres, 2022.
- "Je voudrais attacher  ma pensée avec une ficelle, serrer fort et l'étrangler. (Mercè Rodoreda)", Le Manoir des Lettres, 2022.
- "De l'attente", Le Manoir des Lettres, 2022.
- "À l'origine de La Chambre verte, Henry James - Vivre avec nos morts", Le Manoir des Lettres, 2022.
- "Le Dibbouk", Le Manoir des Lettres, 2022.
- "Contre l'amour", Le Manoir des Lettres, 2022.
- "Osbert, la lune, les muses", Le Manoir des Lettres, 2022.
- "À la recherche de la beauté, Christophe Ono-dit-Biot - Trouver refuge", Le Manoir des Lettres, 2022.
- "Consolation...", Le Manoir des Lettres, 2023.
- "Madame Deshoulières", Le Manoir des Lettres, 2023.
- "L'Absence - pour celles qui espèrent", Le Manoir des Lettres, 2023.
- "L'enfer de l'élevage industriel, L'instruction, Isabelle Sorente", Le Manoir des Lettres, 2023.
- "Lui libre, elle prisonnière, Soumise, Christine Orban", Le Manoir des Lettres, 2023.
- "Les étoiles ont disparu du ciel, elles sont toutes venues mourir sur nos poitrines, De Pitchik à Pitchouk, Jean-Claude Grumberg", Le Manoir des Lettres, 2023.
- "Prendre le pouls d'une époque et donner la parole à une pluralité de femmes", à propos de Fabienne Leloup, dans Littératures & Cie n°2, 2023.
- "Inventer le désir, Camille Laurens", Le Manoir des Lettres, 2023.
- "Hybridations", à propos de Baptiste Rouveure et des rapports homme/animal, dans Littératures & Cie n°2, 2023.
- "En faisant parler les femmes, je leur donnais du pouvoir", à propos de Rumena Buzarovska, dans Littératures & Cie n°3, 2023.
- "Un écrivain heureux est une anomalie", à propos de Richard Millet, dans Littératures & Cie n°3, 2023.
- "L'incube des marécages", Cahiers des Amis de Pierre Benoit pour le Centenaire de Mademoiselle de la Ferté, 2023.
- "Écrire est le désir le plus haut, à l’instar de voler , Psychopompe, Amélie Nothomb", dans Littératures & Cie n°4, 2023.
- "Rachilde, gender fluid?", Le Manoir des Lettres, 2023.
- "Dans le cornet acoustique de Leonora Carrington", Le Manoir des Lettres, 2023.
- "Adrienne Monnier & Sylvia Beach", Le Manoir des Lettres, 2023.
- "L'esthétique du loser, Fabrice Caro", Le Manoir des lettres, 2024.
- "Colette, 70 ans après", Le Manoir des lettres, 2024.

## Prix et récompenses
Prix René Barjavel, Intergalactiques de Lyon, pour la nouvelle « La Coupole », 2018 .
Son recueil Les Thanatocrates est arrivé finaliste du Prix Renaissance de la nouvelle en 2024.
Son recueil La Mort et Sapphô est arrivé finaliste du prix Renée Vivien en 2024.